# Segundo Corral
Segundo Corral es una localidad rural del sur de Chile ubicada en el valle del río Puelo. Pertenece a la comuna de Cochamó, Región de Los Lagos.
Se ubica a 83 kilómetros al sureste del poblado de Río Puelo y a unos 11 km del paso El Bolsón, en la frontera con Argentina.

## Turismo
La localidad se destaca por la actividad de pesca recreativa y por su proximidad al parque nacional Lago Puelo en Argentina, existiendo un sendero que era utilizado antiguamente por los colonos par comunicarse entre ambos países donde se encuentra el paso Río Puelo/El Bolsón o Los Hitos. En el lado argentino se encuentra la localidad de Lago Puelo y El Bolsón.
En los alrededores se encuentra las localidades de Primer Corral y Llanada Grande, así como atractivos importantes para la pesca recreativa tales como lago Inferior, lago Azul, lago Las Rocas y arroyo Barrancas.

## Accesibilidad y transporte
Actualmente se está construyendo un camino a esta localidad fronteriza.
En este sector se ubica el aeródromo Segundo Corral.